# Citotoxicidad

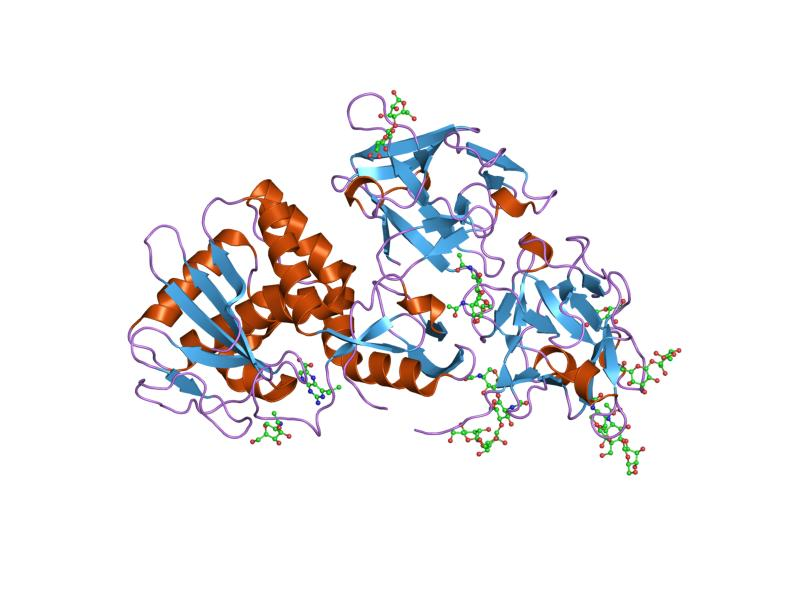
B-lanac (lectina), un B-lanac bi-citotóxico.

La citotoxicidad es la cualidad de algunas células para ser tóxicas frente a otras que están alteradas. La citotoxicidad constituye uno de los mecanismos efectores de ciertas poblaciones celulares especializadas del sistema inmunitario, consistente en la capacidad para interactuar con otras células y destruirlas.
Sustancias que son tóxicas para las células; pueden estar involucradas en la inmunidad o pueden estar contenidos en los venenos. Estos se distinguen de los agentes citostáticos en el grado de efecto. Algunos de ellos se usan como antibióticos citotóxicos.
Ejemplos de agentes tóxicos son algunas sustancias químicas, ciertas células del sistema inmune.

Ejemplos de especies con venenos citotóxicos son la víbora bufadora (Bitis arietans) y la araña Loxosceles reclusa.
La citotoxicidad puede medirse por el test MTT, test Trypan blue (TB), test de la sulforhodamina B (SRB), test WST, test clonogénico.

## Citotoxicidad mediada por células
La citotoxicidad mediada por células dependiente de anticuerpos (ADCC en inglés) describe la habilidad de ciertos linfocitos para atacar células; esto requiere que la célula a atacar sea antes marcada por anticuerpos.
La citotoxicidad por linfocitos no es mediada por anticuerpos; ni por citotoxicidad de complemento (CDC).

Se distinguen dos grupos de linfocitos citotóxicos:
- Linfocitos T citotóxicos
- Linfocitos NK

## Citotoxicidad mediada por sustancias biológicas
Estudios bioquímicos acerca de las hojas de Plantago major (llantén) han mostrado la presencia de flavonoides,  compuestos fenólicos, fenilpropanoides, iridoides, taninos y mucílagos. Algunas de estas sustancias muestran efectos citotóxicos frente a células cancerosas.